# SMC Corporation
SMC Corporation je japonská nadnárodní korporace, která je s podílem na celosvětovém trhu 34 % (k roku 2019) největším dodavatelem pneumatických prvků pro průmyslovou automatizaci.

## Historie
Historie firmy SMC se začala psát na jaře roku 1959, kdy 27. dubna byla v Japonsku založena firma Shoketsu Kinzoku Kogyo Co. Ltd. Teprve později byla firma přejmenována na SMC Corporation. Ve svém názvu ale firma stále nese známky původního zaměření: SMC = Sintered Metal Corporation. Od prvního dne až do dneška je v jejím čele pan Yoshiuki Takada.
Z původně lokálního výrobce se firma postupně rozšiřovala na asijském trhu. V roce 1967 firma proniká do Austrálie a v sedmdesátých letech také do Evropy a Ameriky.

## Současnost
V současné době má firma zastoupení v 78 zemích světa. SMC zaměstnává přes 5.400 pracovníků, celkově na světě pracuje pro SMC přibližně 15.400 lidí (prodejci prvků SMC).
Firma SMC Corporation má po celém světě 29 výrobních závodů.

## Výrobky
Zpočátku se firma zabývala pouze výrobou filtračních elementů ze slinutých kovů. Postupem času se však do výrobního programu firmy dostali pneumatické prvky jako jsou jednotky pro úpravu vzduchu, pneumatické válce, mechanicky i elektromagneticky ovládané ventily, snímače tlaku a průtoku vzduchu, vysoušečky vzduchu, prvky pro vakuum a také další prvky jako například elektropohony a v posledních letech ionizéry pro odstranění statické elektřiny. Ve výrobkovém portfoliu firmy SMC je nyní přibližně 11.000 základních prvků a 630.000 různých kombinací jejich parametrů.

## Technická podpora
Ve třech technických centrech firmy v Japonsku, USA a Anglii pracuje celkem 1.200 technických expertů. Výsledkem je, že firma je celosvětovým lídrem ve své oblasti průmyslu. Každý rok je uvedeno na trhu přibližně 50 nových výrobků vyvinutých firmou SMC.
Významným rysem firmy je její spolupráce se školami a výukovými centry. Pro jejich činnost firma nabízí vlastní výukové systémy vyvíjené ve firmě SMC International training ve Španělsku.

## SMC Česká republika
V České republice byla firma SMC Industrial automation CZ s.r.o. založena v lednu 1995 jako 100% dceřiná společnost firmy SMC Pneumatik GmbH Rakousko, která má na starosti celkem 14 zemí střední a východní Evropy. Od svého založení se firma nezabývá pouze prodejem pneumatických prvků, ale nabízí svým zákazníkům také technické řešení.
Hlavní centrála společnosti je v Brně. Nachází se zde vedení společnosti, technické oddělení, oddělení služeb zákazníkům, sklad a logistika. K dispozici je zde "show room" a "training room", v nichž probíhají školení a semináře pro zákazníky, zaměstnance SMC a velmi často také pro školy technického směru.
Historickým mezníkem ve vývoji společnosti SMC CZ byl rok 2008, kdy bylo nejvyšším vedením rozhodnuto o výstavbě nového výrobního závodu ve Vyškově na Moravě, nedaleko Brna. Účelem výstavby tohoto závodu je především požadavek na uspokojení stále narůstajících potřeb zákazníků a pokrytí rozšiřujícího se podílu SMC na světových trzích. Výstavba výrobního závodu byla dokončena na podzim roku 2010.
Závod disponuje plochou 13 000m2 a vlastní budova je koncipována a vystavěna za použití nejnovějších technických poznatků tak, aby splňovala nejvyšší kvalitativní standardy, včetně efektivního využití energií.
Závod nabízí produkty vysoké kvality a zaručuje svým zákazníkům na evropském trhu rychlé dodávky. První válec CQ2 byl vyroben 4.8.2011 a výroba byla spuštěna v prosinci roku 2011. V současnosti dochází k nárůstu objednávek a ke zvyšování produkce.

## Milníky firmy SMC
- 1959 27. dubna 1959 byla v Tokiu založena panem Yoshiuki Takadou firma Shoketsu Kinzoku Kogyo Co. Ltd., předchůdce SMC corporation
- 1967 První pobočka v Austrálii
- 1974 Pobočka v Singapuru
- 1976 Pobočka ve Švýcarsku
- 1977 Pobočka v [USA]
- 1985 Založení SMC Pneumatik GmbH. v Korneuburgu, Rakousko
- 1990 Vznik skupiny střední a východní Evropy pod vedením SMC Pneumatik GmbH. Rakousko
- 1991 Japonské technické centrum (JTC)
- 1995 Založení SMC Industrial Automation CZ s.r.o. v Praze
- 1998 Získání certifikátu ISO 9001
- 1999 Získání certifikátu ISO 14001
- 1999 Přesun centrály firmy SMC Industrial Automation CZ s.r.o. do Brna
- 2000 Evropské technické centrum v Milton Keynes, Anglie
- 2000 Založení SMC International training ve Španělsku
- 2002 Americké technické centrum (UTC)
- 2004 Otevření školicího centra pro střední a východní Evropu v Brně
- 2006 Otevření nové budovy SMC v Japonsku
- 2007 Otevření technologického centra v Číně
- 2008 Otevření technologického centra v Rakousku
- 2010 Dokončena výstavba výrobního závodu ve Vyškově
- 2011 Zahájení výroby ve výrobním závodu ve Vyškově